# Championnats de Tunisie d'athlétisme 1996
Navigation
1995 1997
Les championnats de Tunisie d'athlétisme 1996 sont une compétition tunisienne d'athlétisme se disputant en 1996.

## Palmarès
| Discipline            | Hommes                             | Hommes          | Femmes                          | Femmes         |
| --------------------- | ---------------------------------- | --------------- | ------------------------------- | -------------- |
| 100 m                 | Mansour Noubigh                    | 10 s 80         | Awatef Hamrouni                 | 12 s 40        |
| 200 m                 | Anis Riahi                         | 21 s 38         | Awatef Hamrouni                 | 25 s 24        |
| 400 m                 | Sofiane Labidi                     | 48 s 54         | Hend Kabaoui                    | 56 s 88        |
| 800 m                 | Mohamed Habib Belhaj               | 1 min 50 s 28   | Abir Nakhli                     | 2 min 04 s 60  |
| 1 500 m               | Mahmoud Kalboussi                  | 3 min 45 s 34   | Abir Nakhli                     | 4 min 24 s 61  |
| 5 000 m               | Mahmoud Kalboussi                  | 14 min 14 s 8   | Sonia Aggoun                    | 16 min 36 s 4  |
| 10 000 m              | Mokhtar Hizaoui                    | 29 min 02 s 78  | Sonia Aggoun                    | 35 min 26 s 95 |
| 100 m haies           |                                    |                 | Dorsaf Zrelli                   | 15 s 53        |
| 110 m haies           | Mehdi Hamraoui                     | 16 s 14         |                                 |                |
| 400 m haies           | Chedly Maaroufi                    | 53 s 8          | Nabila Jami                     | ?              |
| 3 000 m steeple       | Hamadi Chabbouh                    | 8 min 49 s 5    |                                 |                |
| Relais 4 × 100 mètres | Club sportif de la Garde nationale | 42 s 4          | Jeunesse sportive de La Manouba | 51 s 4         |
| Relais 4 × 400 mètres | Club sportif de la Garde nationale | 3 min 15 s 88   | Jeunesse sportive de La Manouba | 4 min 06 s 44  |
| Saut en longueur      | Anis Gallali                       | 7,79 m          | Hend Kabaoui                    | 5,60 m         |
| Triple saut           | Mohamed Karim Sassi                | 16,34 m         | Elhem Ben Salah                 | 11,77 m        |
| Saut en hauteur       | Ramzi Chabâan                      | 2,00 m          | Rym Selma Ben Achour            | 1,63 m         |
| Saut à la perche      | Issam Ben Mohamed                  | 4,70 m          |                                 |                |
| Lancer du poids       | Sami Samir                         | 15,22 m         | Amel Ben Khaled                 | 14,39 m        |
| Lancer du disque      | Tarek Yazidi                       | 47,24 m         | Nesrine Dahman                  | 39,72 m        |
| Lancer du marteau     | Lotfi Ben Turkia                   | 44,80 m         |                                 |                |
| Lancer du javelot     | Maher Ridane                       | 70,66 m         | Zouhour Toumi                   | 45,54 m        |
| Décathlon             | Fethi Boutartour                   | 6 881 points    |                                 |                |
| Heptathlon            |                                    |                 | Hanen Dhouibi                   | 3 964 points   |
| Marathon              |                                    |                 |                                 |                |
| 10 km marche          |                                    |                 | Hédia Ben Ali                   | 59 min 38 s    |
| 20 km marche          | Hatem Echi                         | 1 h 40 min 46 s |                                 |                |

## Classement par équipes
- Club sportif de la Garde nationale : 13 titres
- Athletic Club de Nabeul : 6 titres
- Jeunesse sportive de La Manouba : 5 titres
- Zitouna Sports : 4 titres
- Athetic Club de Sousse : 3 titres
- Association sportive militaire de Tunis : 3 titres
- Progrès athlétique club temimien : 2 titres